# 梁天价
梁天价（1924年—1996年9月），四川射洪人，曾任中華民國海軍中將，當選中華民國國軍第四屆、第五屆戰鬥英雄，於1954年5月17日的鯁門島海戰中以艦長身份指揮雅龍艦擊沉、重創中國人民解放軍艦艇各一艘，並掩護鯁門島上的美軍顧問與國防部情報員撤退而獲頒青天白日勳章。

## 生平
梁天价原為金陵大學學生，1944年加入中華民國海軍，後於1948年入青島海軍官校就讀，隔年1月畢業，後就讀三軍大學戰爭學院並畢業。曾在軍中擔任過副艦長（黃埔艦、永壽艦）、艦長（雅龍艦、永壽艦、中光艦、太和艦、洛陽艦）、海軍官校總隊長、巡防部隊副指揮官、艦令部副司令、金防部副司令官、兩棲部隊指揮官、聯勤副總司令等職位。
1954年5月16日晚上10點，梁天价奉令指揮雅龍艦護衛80號機帆船及所拖帶的兩艘舢舨自大陳島前往鯁門島營救受困人員，於5月17日凌晨1點多進入鯁門水道，後為掩護機帆船與舢舨撤退，雅龍艦與中國人民解放軍共10艘艦艇（大型艦3艘、砲艇7艘）作戰，之後在重創、擊沉對方艦艇各一艘，雅龍艦左舷中彈輕傷的情況下返回大陳。事後梁天价因此役而獲頒青天白日勳章。
他於1984年退伍，之後擔任過欣桃天然氣公司董事長。1994年時發現有輕微中風，1996年9月逝世。